# Jamie Clayton
Jamie Clayton, född 15 januari 1978, är en amerikansk skådespelerska, modell och transkvinna. Hon spelar en av huvudrollerna i Netflixserien Sense8 och medverkade också i tv-serien Hung.

## Filmografi i urval
- 2011 – Hung (TV-serie)
- 2015 – Sense8 (TV-serie)
- 2017 – Snömannen
- 2019 – Designated Survivor (TV-serie)